# Island in the Sea
Island in the Sea es el trigesimosexto álbum de estudio del músico estadounidense Willie Nelson publicado por la compañía discográfica Columbia Records en 1987. El álbum incluyó la canción «Nobody There But Me» con la colaboración de Bruce Hornsby & The Range, y el sencillo «Island in the Sea», que llegó al puesto 27 de la lista de canciones country de Billboard. El álbum también entró en la lista estadounidense de álbumes country, donde alcanzó el puesto 17. 

## Lista de canciones
1. "Island in the Sea" - 2:23
2. "Wake Me When It's Over" - 3:22
3. "Little Things" - 4:30
4. "The Last Thing on My Mind" - 5:24
5. "There Is No Easy Way (But There Is a Way)" - 2:35
6. "Nobody There But Me" - 2:51
7. "Cold November Wind" - 4:22
8. "Women Who Love Too Much" - 4:47
9. "All in the Name of Love" - 5:13
10. "Sky Train" - 3:10

## Personal
- Willie Nelson - guitarra y voz
- Paul English - batería
- Mickey Raphael - armónica
- Bee Spears - bajo
- Bobbie Nelson - piano
- Grady Martin - guitarra
- Jody Payne - guitarra y coros
- Billy English - percusión
- Chip Young - guitarra acústica
- Mike Leech - bajo
- David Briggs - teclados
- Pete Wade - guitarra eléctrica
- Martin Parker - batería
- Bobby Ogdin - piano
- Farrell Morris - percusión, vibráfono
- Booker T. Jones - batería, teclados, guitarra acústica y bajo
- Bruce Hornsby - piano, sintetizador
- Peter Harris - guitarra
- George Marinelli, Jr. - guitarra
- John Mollo - batería
- Joe Puerta - bajo

## Posición en listas
| País           | Lista           | Posición |
| -------------- | --------------- | -------- |
| Estados Unidos | Top Blue Albums | 14       |